# Ferdinando Carlo di Gonzaga-Nevers
Ferdinando Carlo di Gonzaga-Nevers, Carlo III, (Revere, 31 agosto 1652 – Padova, 5 luglio 1708), fu il decimo e ultimo duca di Mantova e del Monferrato, duca di Guastalla, duca di Charleville e principe d'Arches.

## Biografia

### Infanzia e ascesa
Ferdinando Carlo era figlio di Carlo II Gonzaga-Nevers e di Isabella Clara d'Austria. Ferdinando Carlo successe tredicenne al governo di Mantova nel 1665, in seguito alla morte del padre. La madre Isabella Clara assunse la reggenza in attesa che il figlio raggiungesse la maggiore età (1669).

### Primo matrimonio
Grazie ai buoni uffici della zia Eleonora Gonzaga-Nevers, vedova dell'imperatore Ferdinando III d'Asburgo, il giovane duca sposò nel 1671 Anna Isabella Gonzaga di Guastalla, che gli portò in dote i suoi diritti sul ducato guastallese e sui feudi di Luzzara e Reggiolo, già in passato al centro di una feroce disputa tra i due rami della dinastia.

### Duca di Mantova, Monferrato e Guastalla

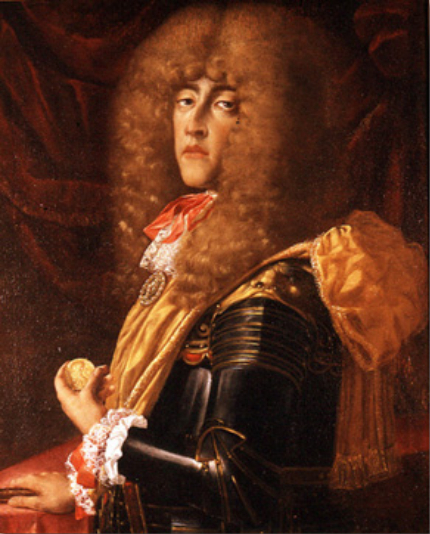
Frans Geffels, Ritratto del duca Carlo III Gonzaga-Nevers di Mantova e Monferrato

Nel 1666 Ferdinando Carlo ricevette l'investitura imperiale sul Ducato di Mantova. Tra i primi atti di governo del duca vi fu quello di cercare di frenare gli abusi che si verificavano nella riscossione delle spese giudiziarie. Contemporaneamente, venne attuata la riforma dell'ordine pubblico del ducato.
Ferdinando Carlo, benché fosse un uomo molto intelligente e attento al mondo della musica (era grande appassionato di musica e nel 1700 il compositore Tomaso Albinoni gli dedicò la sua seconda opera a stampa), dimostrò tuttavia un carattere debole e poco votato all'impegno politico, più incline alle donne e ai cavalli, piuttosto che a reggere due strategici potentati come erano allora i ducati di Mantova e di Monferrato. Agostino Maccari gli dedicò la propria opera astrologica.
Ottenuta la successione di Guastalla alla morte del suocero Ferrante III Gonzaga nel 1678, nel marzo dello stesso anno intavolò trattative segrete con il re di Francia Luigi XIV per ottenere forse denaro e pensioni. Successivamente, il duca si recò a Roma per una visita di Stato per essere ricevuto dal pontefice Innocenzo XI. Nella medesima occasione, fu invitato dalla regina Cristina, all'epoca in "esilio dorato" nella città dei Papi. Lasciata Roma, Ferdinando Carlo raggiunse Napoli dove il duca si dimostrò soddisfatto dalla speciale attenzione riservata dal viceré alla sua presenza in città.
Riguardo alle trattative con la Francia del re Sole, dopo il fallimento di un primo accordo dovuto al tradimento dell'agente gonzaghesco Ercole Mattioli (inviato dal duca a Versailles per ratificare gli accordi precedentemente stretti a Venezia), su consiglio dei suoi ministri Ferdinando Cavriani, Federico Gonzaga di Luzzara e don Giuseppe da Varano di Camerino, nel settembre 1681 Ferdinando Carlo decise di cedere al re Sole la cittadella di Casale, in cambio di 100 000 scudi e del titolo di generalissimo delle armate francesi in Italia. Nonostante i patti prevedessero la sola cessione della città, il comandante francese Nicolas de Catinat occupò l'intera Casale, espellendo gli uomini del Gonzaga. Solo nel 1695, a seguito della demolizione della poderosa piazzaforte monferrina per opera delle truppe spagnole, Ferdinando Carlo rientrerà in possesso della città, ormai privata del suo valore militare e strategico.
Nel 1687 fu sul fronte della guerra austro-turca durante la battaglia di Mohács, senza parteciparvi però direttamente. Rientrò a Mantova il 6 ottobre del medesimo anno. Nel 1688, tenendo fede alla sua indole, organizzò a Mantova grandi feste in occasione del carnevale, partecipando poi anche a quello di Venezia. Ferdinando iniziò a fortificare Guastalla con l'aiuto segreto di militari francesi, al fine di poterla più facilmente cedere alla Francia, ma nel 1689 il governatore di Milano Antonio López de Ayala y Velasco giunse a Guastalla e ordinò lo smantellamento delle fortificazioni, smantellamento completato dal duca Vincenzo Gonzaga. Nel 1691 Ferdinando Gonzaga, all'arrivo delle truppe spagnole nello Stato gonzaghesco, lasciò il governo del ducato nelle mani della consorte Anna Isabella e si ritirò a Venezia. La duchessa, nonostante l'assenza del marito, seppe reggere egregiamente le sorte del ducato e ottenne dal nuovo governatore di Milano, Diego Dávila, il ritiro delle truppe spagnole dal mantovano. L'adesione del duca di Mantova alla causa francese provocò lo sdegno dell'imperatore Leopoldo I che, nel 1692, concesse il possesso del Ducato di Guastalla al duca Vincenzo, al quale concesse l'investitura nel 1693.
Spossessato del Ducato di Guastalla nel 1699 in favore del cognato, in seguito allo scoppio della guerra di successione spagnola il mantovano venne a trovarsi prepotentemente al centro delle strategie militari degli imperiali. Dopo aver accordato l'ingresso alle truppe della coalizione borbonica a Mantova (5 aprile 1701), Ferdinando Carlo Gonzaga fu citato per fellonia dall'imperatore Leopoldo davanti al Tribunale Supremo dell'Impero, mentre le truppe imperiali guidate da Eugenio di Savoia invadevano il Ducato di Mantova e cingevano d'assedio la capitale. Ferdinando Carlo fuggì a Casale affidando la reggenza alla moglie Anna Isabella, che però morì a soli 48 anni, il 19 novembre 1703. Il duca non fece ritorno a Mantova neppure in occasione dei suoi funerali.

### Secondo matrimonio
Desideroso di trovare una nuova moglie, dopo aver vagliato diverse opzioni, tra le quali l'attempata ma ricchissima Principessa di Condé, il principe scelse infine di impalmare una giovane principessa francese, Susanna Enrichetta di Lorena, con la quale convolò a nozze in Tortona l'8 novembre 1704, rientrando a Casale e trasferendosi a Mantova nel 1705. Al successore dell'imperatore Leopoldo, il figlio Giuseppe I, chiese invano l'investitura del ducato gonzaghesco.

### Perdita dei Ducati e morte

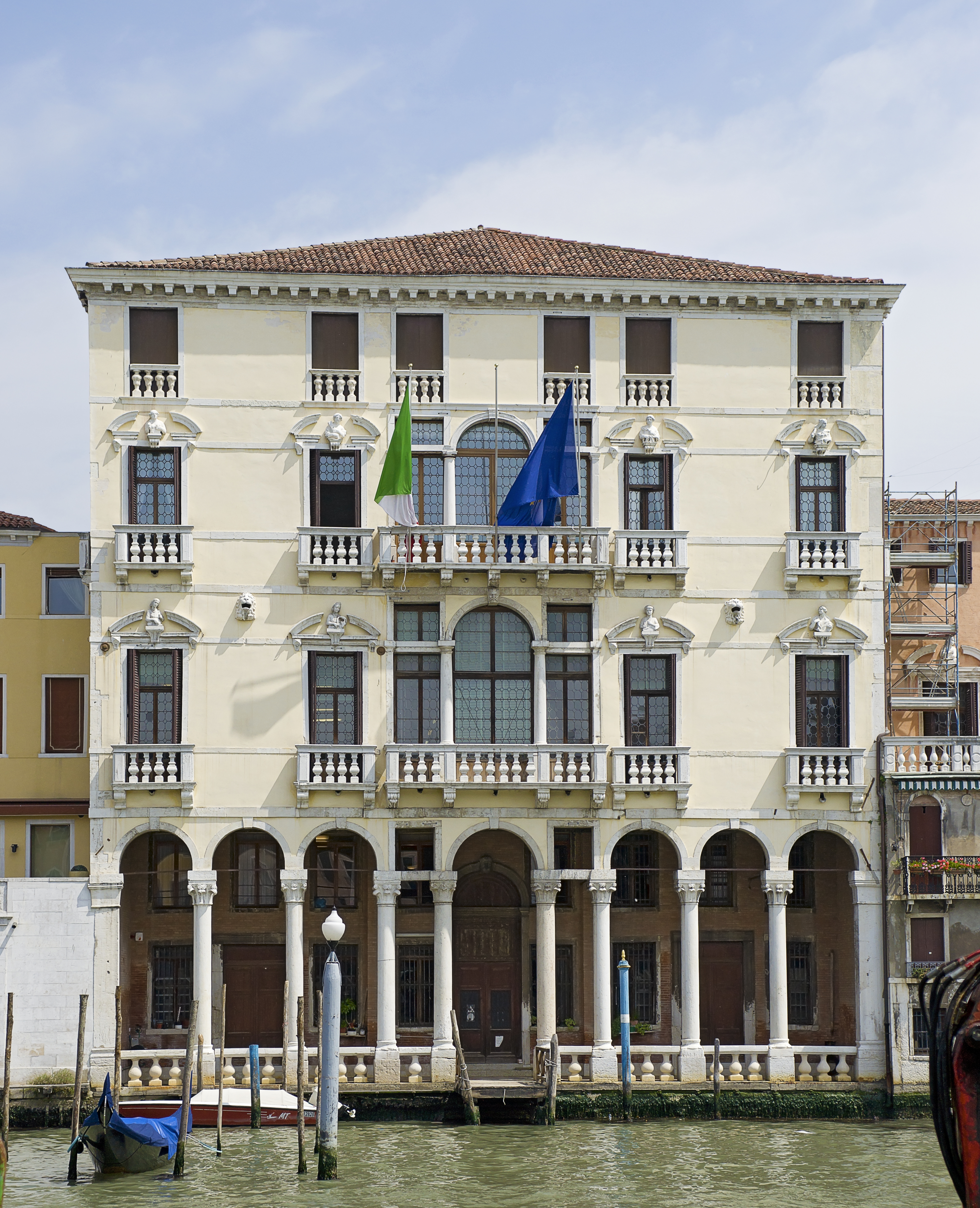
Venezia, Palazzo Michiel dalle Colonne, nel quale visse dal 1706

Con la sconfitta inflitta da Eugenio di Savoia alle truppe francesi nella battaglia di Torino (6 settembre 1706) finirono anche le fortune politiche di Ferdinando Carlo: accusato di fellonia, il 21 gennaio 1707 il duca lasciò Mantova alla volta di Venezia, mentre la moglie tornò a Parigi, inutilmente richiamata dal marito. La situazione precipitò velocemente: la dieta di Ratisbona lo dichiarò decaduto dai suoi Stati il 30 giugno 1708, liberando i sudditi mantovani e monferrini da ogni impegno verso di lui. L'imperatore Giuseppe I d'Asburgo inviò a Mantova il conte di Castelbarco, il quale prontamente assunse le funzioni di governo del ducato, mentre il Monferrato passava ai Savoia. Abbandonato anche dai suoi fedelissimi, Ferdinando Carlo infine morì nel Palazzo Mocenigo Querini a Padova il 5 luglio 1708, appena cinque giorni dopo la sentenza di Ratisbona, senza aver probabilmente ricevuto notizia di tale decisione. Alcune fonti coeve ipotizzarono che la sua morte fosse stata causata da un avvelenamento commissionato dagli imperiali, mentre fonti padovane ricordano come il decesso seguì una caduta da un bucintoro. Fu tumulato nella chiesa di San Francesco Grande a Padova.
Si chiusero così, con la morte di questa pallida figura, quasi quattro secoli di dinastia gonzaghesca e con questi anche la condizione statuale dei ducati di Mantova e Monferrato.
Nel 2002 il teschio è stato posto nel sepolcro dei Duchi di Mantova nella Cappella Palatina di Santa Barbara a Mantova.

## Discendenza
Ferdinando Carlo non ebbe discendenza da nessuna delle sue due mogli (Anna Isabella Gonzaga e Susanna Enrichetta di Lorena) e lasciò solamente dei figli illegittimi:
- Giovanni (1671-1743), sposò Charlotte Isabelle de Combardel;
- Giovanna (?-1739), che sposò il conte Jacopo Bardoxi;
- Clara (1686-1749), monaca cappuccina;
- Maria Elisabetta (1695-?), monaca cappuccina;
- Carlo (1692-1771), canonico di San Pietro in Vaticano;
- Isabella (1694-1753), che fu monaca servita.

## I pretendenti al Ducato di Mantova
Alla morte del padre, Giovanni (26 luglio 1671-27 ottobre 1743) rivendicò inutilmente la successione al Ducato di Mantova e del Monferrato. Dei tre figli che Giovanni ebbe dalla moglie, Carlotta Isabella du Gibanel du Combarel de la Charlanne de la Mauransane:
- Filippo (1709– 1778)
- Chiara (?-1770)
- Francesca (1708-1794)

Filippo proseguì la pretesa paterna, mentre le sorelle sposarono rispettivamente il conte Sannazzaro e il conte Mazzetti. Alla morte di Filippo, la successione al ducato fu rivendicata dalla figlia primogenita, Eleonora, sposata a Giuseppe Baretta, duca di Sommari e marchese di Mesagne; i discendenti di questa coppia, gli attuali principi Sersale di Castelfranco, tuttavia, non hanno mai avanzato alcuna pretesa sugli scomparsi stati e titoli gonzagheschi.

## Ascendenza
|                                    |                    |                           | Genitori                   |  |  | Nonni |  |  | Bisnonni                  |  |  | Trisnonni               |  |
|                                    |                    |                           |                            |  |  |       |  |  | Carlo I di Gonzaga-Nevers |  |  | Ludovico Gonzaga-Nevers |  |
|                                    |                    |                           |                            |  |  |       |  |  | Carlo I di Gonzaga-Nevers |  |  | Ludovico Gonzaga-Nevers |  |
|                                    |                    | Enrichetta di Nevers      |                            |  |  |       |  |  | Carlo I di Gonzaga-Nevers |  |  |                         |  |
| Carlo di Gonzaga-Nevers            |                    |                           |                            |  |  |       |  |  | Carlo I di Gonzaga-Nevers |  |  |                         |  |
|                                    |                    | Caterina di Lorena        | Carlo di Guisa             |  |  |       |  |  |                           |  |  |                         |  |
|                                    |                    | Caterina di Lorena        | Carlo di Guisa             |  |  |       |  |  |                           |  |  |                         |  |
|                                    |                    | Caterina di Lorena        | Enrichetta di Savoia       |  |  |       |  |  |                           |  |  |                         |  |
| Carlo II di Gonzaga-Nevers         |                    | Caterina di Lorena        |                            |  |  |       |  |  |                           |  |  |                         |  |
|                                    |                    | Francesco IV Gonzaga      | Vincenzo I Gonzaga         |  |  |       |  |  |                           |  |  |                         |  |
|                                    |                    | Francesco IV Gonzaga      | Vincenzo I Gonzaga         |  |  |       |  |  |                           |  |  |                         |  |
|                                    |                    | Francesco IV Gonzaga      | Eleonora de' Medici        |  |  |       |  |  |                           |  |  |                         |  |
| Maria Gonzaga                      |                    | Francesco IV Gonzaga      |                            |  |  |       |  |  |                           |  |  |                         |  |
|                                    |                    | Margherita di Savoia      | Carlo Emanuele I di Savoia |  |  |       |  |  |                           |  |  |                         |  |
|                                    |                    | Margherita di Savoia      | Carlo Emanuele I di Savoia |  |  |       |  |  |                           |  |  |                         |  |
|                                    |                    | Margherita di Savoia      | Caterina Michela d'Asburgo |  |  |       |  |  |                           |  |  |                         |  |
| Ferdinando Carlo di Gonzaga Nevers |                    | Margherita di Savoia      |                            |  |  |       |  |  |                           |  |  |                         |  |
|                                    | Carlo II d'Austria | Ferdinando I d'Asburgo    |                            |  |  |       |  |  |                           |  |  |                         |  |
|                                    | Carlo II d'Austria | Ferdinando I d'Asburgo    |                            |  |  |       |  |  |                           |  |  |                         |  |
|                                    | Carlo II d'Austria | Anna Jagellone            |                            |  |  |       |  |  |                           |  |  |                         |  |
| Leopoldo V d'Austria               | Carlo II d'Austria |                           |                            |  |  |       |  |  |                           |  |  |                         |  |
|                                    |                    | Maria Anna di Wittelsbach | Alberto V di Baviera       |  |  |       |  |  |                           |  |  |                         |  |
|                                    |                    | Maria Anna di Wittelsbach | Alberto V di Baviera       |  |  |       |  |  |                           |  |  |                         |  |
|                                    |                    | Maria Anna di Wittelsbach | Anna d'Austria             |  |  |       |  |  |                           |  |  |                         |  |
| Isabella Clara d'Austria           |                    | Maria Anna di Wittelsbach |                            |  |  |       |  |  |                           |  |  |                         |  |
|                                    |                    | Ferdinando I de' Medici   | Cosimo I de' Medici        |  |  |       |  |  |                           |  |  |                         |  |
|                                    |                    | Ferdinando I de' Medici   | Cosimo I de' Medici        |  |  |       |  |  |                           |  |  |                         |  |
|                                    |                    | Ferdinando I de' Medici   | Eleonora di Toledo         |  |  |       |  |  |                           |  |  |                         |  |
| Claudia de' Medici                 |                    | Ferdinando I de' Medici   |                            |  |  |       |  |  |                           |  |  |                         |  |
|                                    |                    | Cristina di Lorena        | Carlo III di Lorena        |  |  |       |  |  |                           |  |  |                         |  |
|                                    |                    | Cristina di Lorena        | Carlo III di Lorena        |  |  |       |  |  |                           |  |  |                         |  |
|                                    |                    | Cristina di Lorena        | Claudia di Valois          |  |  |       |  |  |                           |  |  |                         |  |
|                                    |                    | Cristina di Lorena        |                            |  |  |       |  |  |                           |  |  |                         |  |

## Stemma
| Stemma | Descrizione |
| ------ | --- |
| \| \|  | Ferdinando Carlo di Gonzaga-Nevers Duca di Mantova e Monferrato Inquartato: nel I e nel IV Gonzaga di Mantova [come stemma del Monferrato] ; nel II e nel III troncato, il primo partito di tre, il secondo di due, che dà sette quarti: nel 1o di rosso alla ruota di otto raggi gigliati d'oro con uno scudetto d'argento in cuore broccante (Clèves); nel 2o d'oro alla fascia scaccata d'argento e di rosso di tre file, 8,8,8 (La Marck); nel 3o d'azzurro seminato di gigli d'oro al lambello di rosso castellato di nove pezzi d'oro (Artois); nel 4o di nero al leone d'oro armato e lampassato di rosso (Brabante); nel 5o d'azzurro seminato di gigli d'oro alla bordura composta d'argento e di rosso (Borgogna moderno); nel 6o di rosso a tre rastri d'oro posti 2, 1 (Rethel); nel 7o inquartato: nel primo e nel quarto d'azzurro a tre gigli d'oro posti 2, 1, nel secondo e nel terzo di rosso alla bordura spinata d'argento (Albret d'Orval); sul tutto d'azzurro a tre gigli d'oro posti 2, 1, alla bordura di rosso caricata di otto bisanti d'argento (Alençon) |
|        | |